# Prvosenka

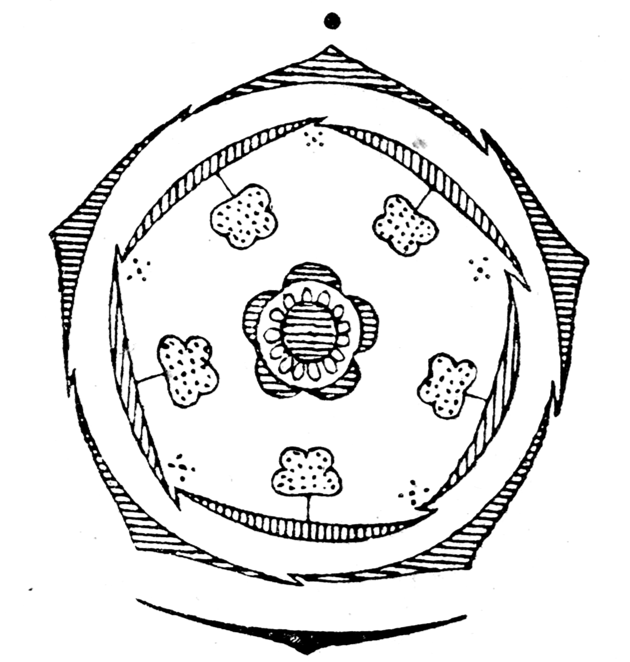
Květní diagram

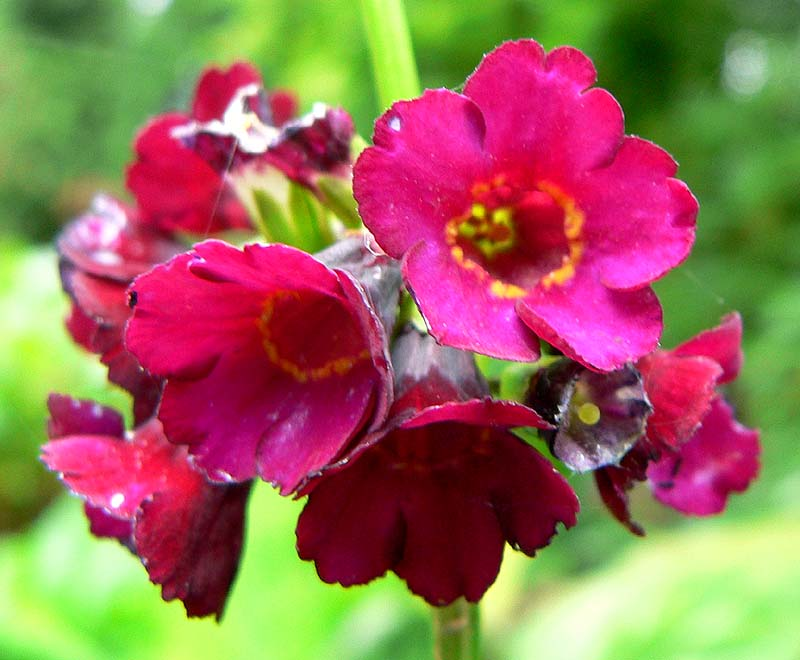
prvosenka (Primula anisodora) skupina okoličnatých prvosenek

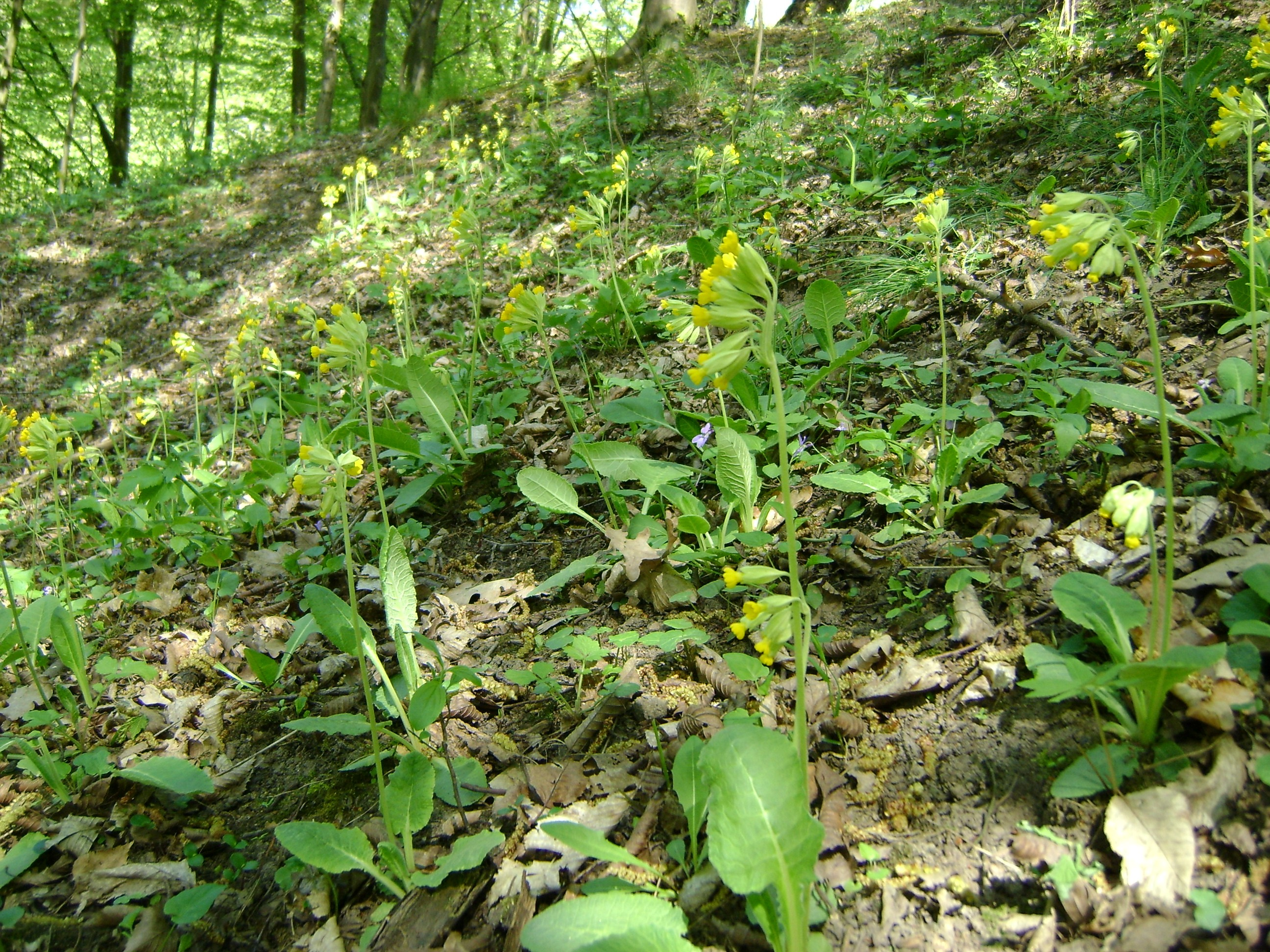
stanoviště prvosenka (Primula veris) skupina okoličnatých prvosenek

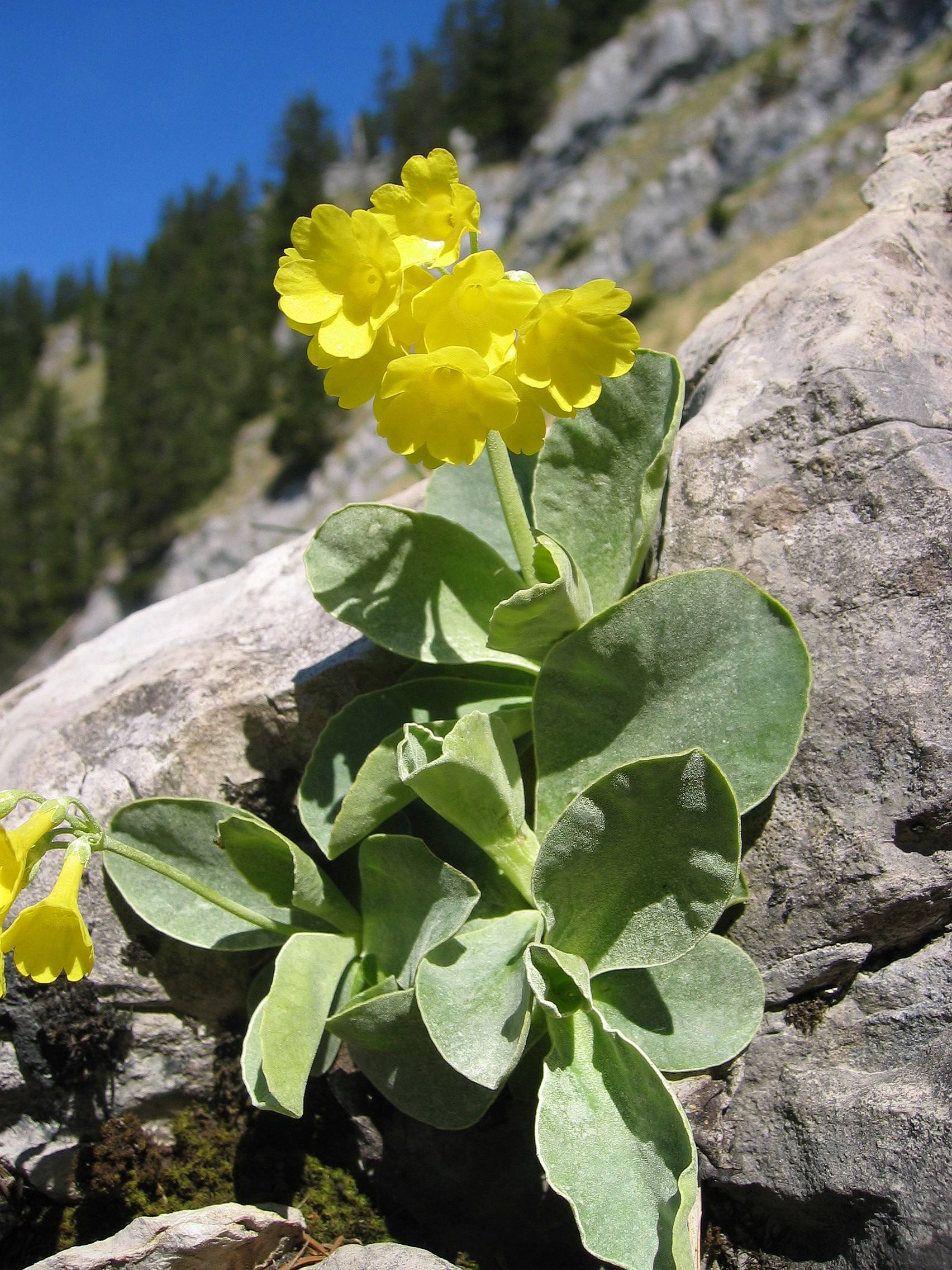
prvosenka (Primula auricula) skupina okoličnatých prvosenek

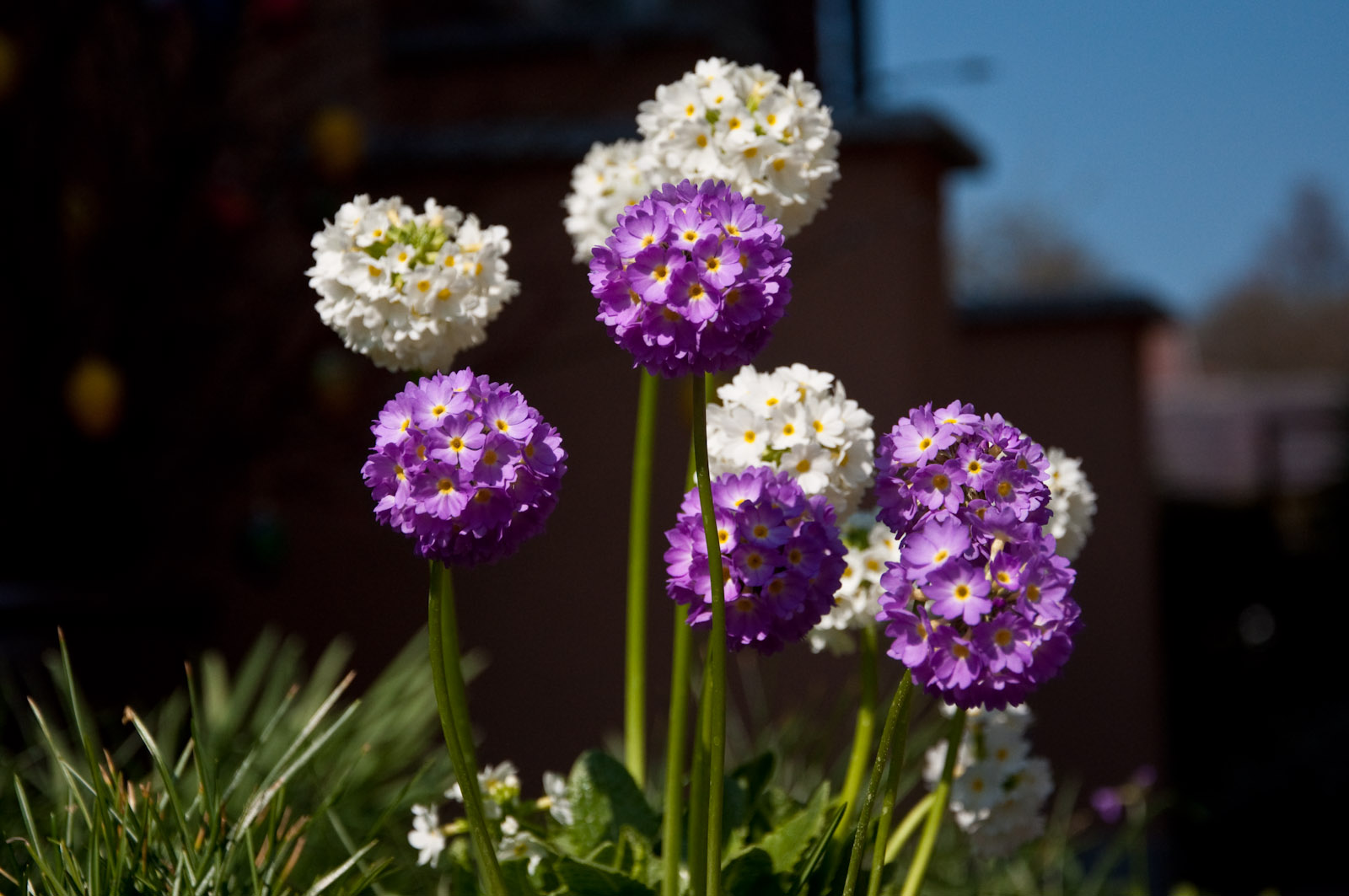
prvosenka (Primula denticulata) skupina kulovitých prvosenek

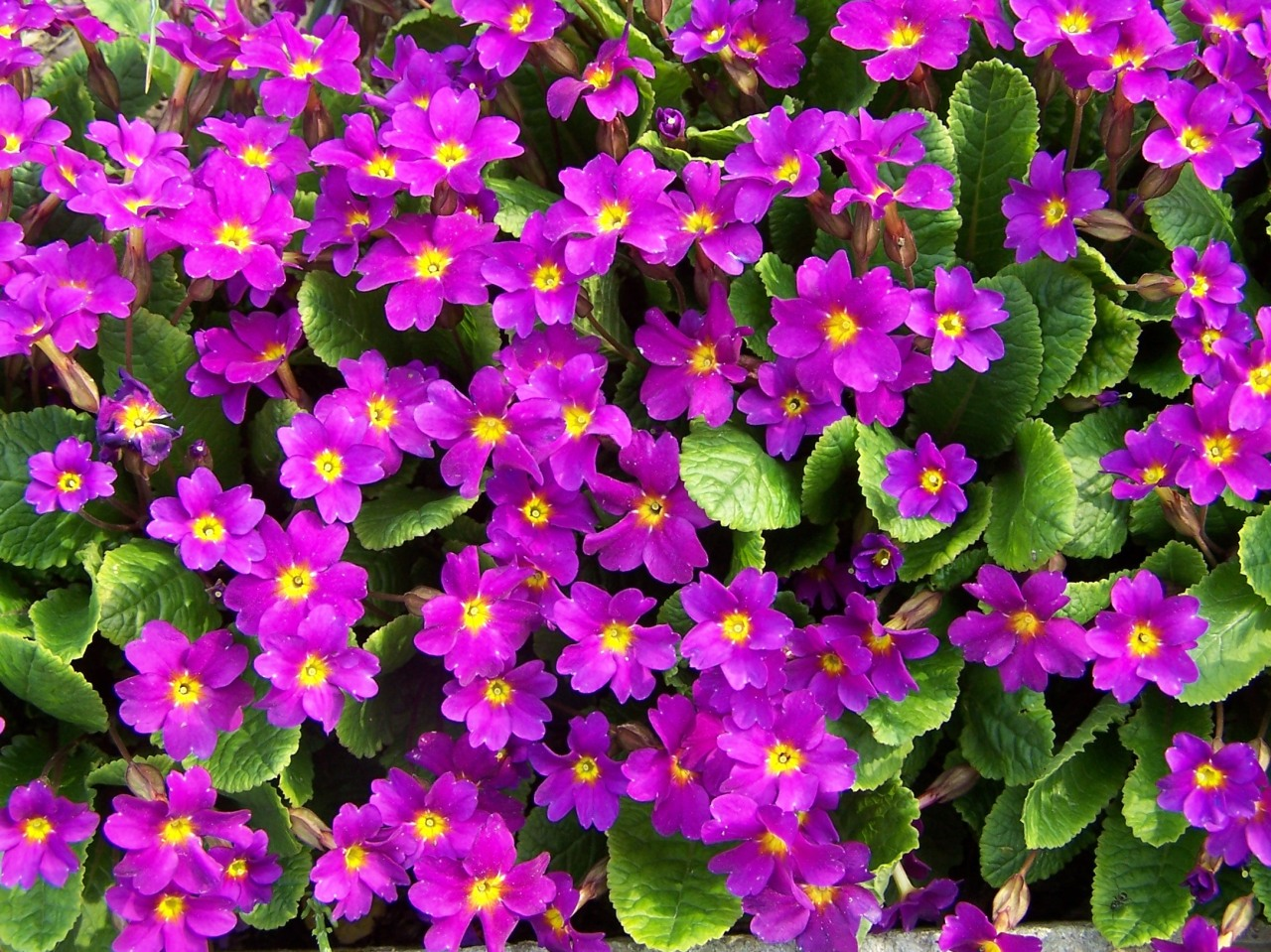
prvosenka (Primula acaulis) skupina polštářovité prvosenky

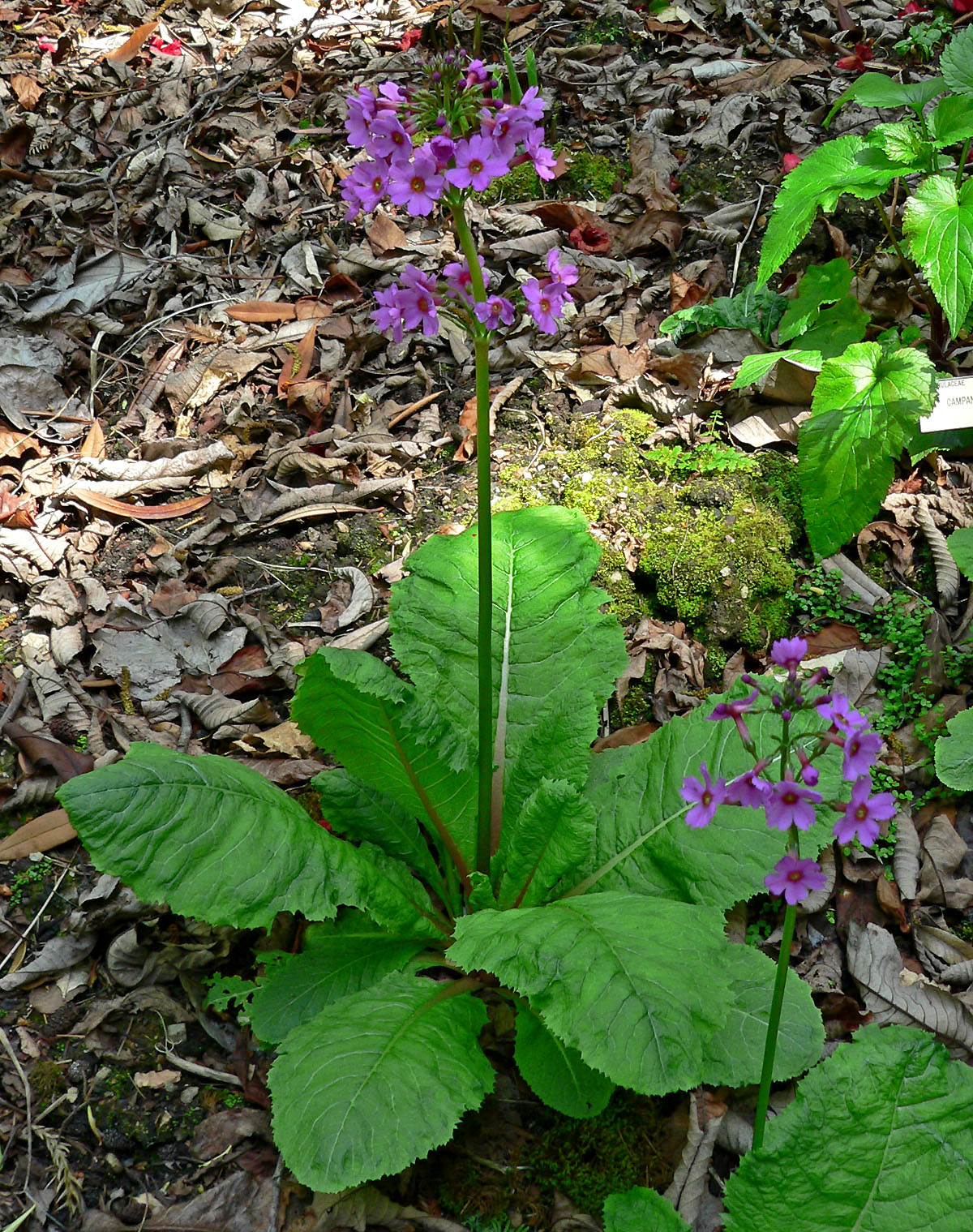
prvosenka (Primula japonica) skupina patrovitých prvosenek

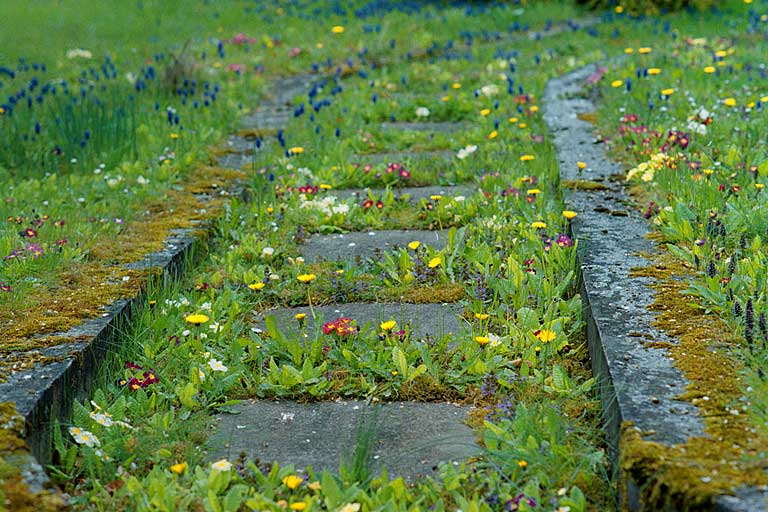
prvosenka může i zaplevelovat

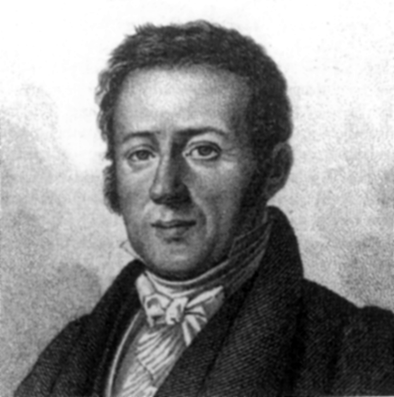
francouzský botanik René Primevère Lesson (primevère = fr.prvosenka)

Prvosenka (z latinského Primula = malá první, jelikož často kvetou brzy zjara, česky lidově petrklíč) je rod vytrvalých bylin (výjimečně jednoletých). Většina původně roste v Evropě a Asii, několik druhů v Americe. Celkem existuje asi 550 druhů prvosenek. Některé jsou pěstovány pro ozdobu. Mezi druhy rostoucími v České republice patří prvosenka Primula elatior var. corcontica, která je krkonošský neoendemit, roste jen zde, nerozšířila se nikam jinam.

## Charakteristika
Prvosenky mají přízemní růžicí listů s uzlovitým oddenkem. Kořeny jsou vláknité, květy pětičetné, v okolících nebo hlávkách (řidčeji jednotlivé) na konci stvolu, výjimečně na stopkách vyrůstajících ze středu růžice.
Listeny u květů jsou při bázi s hrbolkem nebo bez hrbolku. Kalich zvonkovitý, válcovitý, nálevkovitý nebo baňkovitý, pěticípý, vytrvalý. Koruna je nálevkovitá až řepicovitá; trubka je válcovitá, v ústí nezúžená, lysá, lem je pěti-laločnatý, plochý nebo miskovitý. Tyčinky přisedají krátkými nitkami pod ústím trubky nebo v její dolní části. Semeník je svrchní, kulovitý nebo vejcovitý, vajíčka jsou početná a poloanatropické, blizna je hlavičkovitá. Opylení je možné jen přenesením pylu z horních tyčinek na dlouhočnělečnou bliznu, nebo z dole přirostlých tyčinek na krátkočnělečnou bliznu. Tobolka je kulovitá až vejcovitá, otevírá se pěti až deseti zuby. Semena jsou početná, štítkovitá, nepravidelně mnohostěná, na hřbetní straně zploštělá, na břišní vyklenutá. Semena bývají tupě hranatá až křídlatá, většinou bradavičnatá.

## Stanoviště
Všeobecně vyžadují chladného, vlhkého a ne uzavřeného vzduchu. Příliš velké horko a slunce ve sklenících jim škodí a díky tomu blednou a rychle odkvétají. Některé druhy prvosenek zvlášť vyžadují vápna, naproti tomu některé zase vyžadují kyselé půdy.

## Množení
Většinu prvosenek, hlavně vlhkomilnější druhy, množíme výsevem semen ihned po uzrání a semenáčky, když dosáhnou vhodné velikosti, přesazujeme do kořenáčů z nichž je na jaře vysazujeme na definitivní místa. Kvetou po vysazení většinou tentýž rok. Můžeme sít také v únoru – tyto semenáčky přepichujeme a pak hrnkujeme v květnu. Květináče zapustíme přes léto do půdy na stinném místě a hojně je zaléváme. Můžeme je vysazovat na definitivní místo v září, chceme-li aby kvetly v příštím roce.
K setí používáme jen čerstvých semen. Sejeme-li v únoru používáme semen z minulého roku, jinak vyséváme v červnu a červenci do misek s písčitou půdou. Přesazujeme do malých hrnků, když mají semenáčky čtyři listy a to buď v září nebo v létě, popřípadě na podzim příštího roku.
Vysokohorské druhy z podsekce Arhritica sekce Auricula, kam patří například Primula wulfeniana i ostatní příbuzné alpské druhy, jako jsou Primula spectabilis, Primula glaucescenes a Primula clusiana, množíme nejsnáze měkkými řízky, které odebíráme po odkvětu od června do srpna (čím dříve tím lépe). Mladé rostlinky sázíme do směsi drnovky s přídavkem listovky, písku a vápence. Kvetou brzy zjara, v březnu a v dubnu. Jsou to druhy velmi malé, např. Primula wulfeniana má listy v růžici jen 2–5 cm dlouhé, zato však mají květy poměrně veliké, které téměř zakrývají listovou růžici.
Větší druhy prvosenek můžeme množit v březnu, když se probouzejí k životu a jsou patrné již vegetační vrcholky. Všechny druhy prvosenek můžeme množit dělením v září a četné druhy s tlustými kořeny můžeme množit i kořenovými řízky.

## Využití
K léčebným účelům může být použita celá rostlina. Květy a listy sbíráme na začátku kvetení. Kořen sbíráme na jaře nebo na podzim, kdy rostlina začíná slábnout. Plody a listy sušíme na otevřeném a vzdušném místě. Nejvhodnější doba použití je do 2 let.
Prvosenka je dobře známá v praxi lidového léčitelství. Čaj z květů byl používán k posílení nervů a proti kašli. Prvosenka se běžně používá proti bronchitidě, zánětu plic, bronchiálnímu astmatu, chřipce, revmatickým bolestem, atd. V homeopatii se rostlina používá při onemocnění ledvin a neuralgiích.
Rostlina je také diuretická, způsobuje pocení, je sedativní a obsahuje i některé vitamíny. Používá se také při nedostatku vitamínu A a C. Výtažek z kořene je součástí přípravy českého Solutanu, což je dobře známý lék proti bronchiálnímu astmatu a bronchitidě. Nejsou žádné zdokumentované negativní účinky prvosenky.
Upozornění: jedná se o lidový prostředek a není žádná záruka jejich účinnosti nebo bezpečnosti.

## Choroby
Z chorob jsou nejdůležitější chlorosa čili žloutenka, která vzniká po použití mladých nebo nevyzrálých zemin nebo kyselých humusových zemin či rašeliny, anebo pokud jsou příliš vystaveny slunečnímu záření. Dále je to vadnutí a odumírání rostlin, které bývá způsobeno zkysnutím půdy a to hlavně při přelití při hnojení nebo při zálivce. Z živočišných škůdců hlavně škodí háďátka (Aphelenchus olesistus a Heterodora) žijící na kořenech, jež zduřují, hnědnou a odumírají. Po zjištění je nejlépe napadené rostliny vyřadit a spálit aby se zabránilo dalšímu šíření. Mšice listová saje na rubu listů, listy žloutnou a rostliny se znehodnocují. Proti mšicím používáme běžné insekticidy. Housenky můry osenní překusují v noci listy a vtahují je částečně do země. Při malém napadení může být efektivní i sbírání housenek na napadených rostlinách.

## Klasifikace
Čtrnáct druhů rodu Dodecatheon (česky božskokvět) je některými botaniky zařazováno do rodu prvosenka (Primula),.

### Podle praktického hlediska

#### Prvosenky kulovité
Květy jsou na delším stvolu ve tvaru koule. Tento znak si obvykle zachovávají mladé rostliny, starší exempláře v hustých trsech nemívají květenství tak hezké. Nejkrásnější jsou 2 - 3 roky staré semenáče. Skupina je totožná s botanickou sekcí Denticulata.

#### Prvosenky polštářovité
Květy jsou většinou jen po jednom na krátkých stopkách, a tak husté, že rostlina v květu budí dojem barevného polštáře. Listy bývají velmi nízké a široké. Do této skupiny patří Primula vulgaris, Primula minima a další.

#### Prvosenky okoličnaté
Na delší stopce vyrůstá vždy větší počet květů. Patří sem především naše četné druhy. Například Primula auriculata, Primula farinosa, Primula veris a jiné.

#### Prvosenky patrovité
Jsou převážně původem z Číny a Japonska. Kvítky jsou sestaveny do několika přeslenů nad sebou, rozkvétají postupně od zdola nahoru. Patří sem Primula budleyana, Primula japonica a další.

#### Prvosenky zvonkovité
Květy zvonkovitého tvaru jsou na stopkách. Do této skupiny prvosenek patří Primula alpicola, Primula sikkimensis a další.